# Pote Sarasin
Pote Sarasin (1905-2000) fue un diplomático y político de Tailandia. Él fue ministro del exterior entre 1949 y 1951 y después embajador en los Estados Unidos. El septiembre de 1957, cuándo Sarit Thanarat llegó al poder tras un golpe militar, él indicó Pote como primer ministro del país. El diciembre del mismo año, Pote presentó su renuncia.
Pote también fue secretario general de la Organización del Tratado del Sureste Asiático - SEATO - de septiembre de 1957 hasta el 1964.
| Predecesor: Plaek Phibunsongkhram | Primer ministro de Tailandia septiembre-diciembre de 1957 | Sucesor: Thanom Kittikachorn |